# Dick Zijp
Dick Zijp (Amstelveen, 13 september 1988) is cultuurwetenschapper en humoronderzoeker. Hij is gespecialiseerd in Nederlands cabaret en kleinkunst en in de politieke betekenis van humor. Naast zijn academische bezigheden mengt Zijp zich ook geregeld in het publieke debat, via Twitter of opiniestukken. Tevens schrijft hij met enige regelmaat cabaretrecensies voor De Groene Amsterdammer. 

## Loopbaan

### Vooropleiding en academische werkzaamheden
In zijn jonge jaren wilde Zijp graag cabaretier worden. Hij volgde het gymnasium aan het Keizer Karel College te Amstelveen en rondde dit in 2006 af. Vervolgens studeerde hij een jaar aan de Amsterdamse Toneelschool en Kleinkunstacademie, om daarna de overstap te maken naar de universiteit.
Tussen 2007 en 2014 studeerde Zijp Theaterwetenschap en Filosofie aan de Universiteit van Amsterdam. Beide studies rondde hij cum laude af. Hierna ging hij aan de slag als docent Theaterwetenschap aan de Universiteit Utrecht. In 2017 begon hij onder begeleiding van de hoogleraren Giselinde Kuipers en Maaike Bleeker aan een proefschrift over de wisselwerking tussen humor en politieke ideologie in het Nederlands cabaret vanaf 1966. In een Brainwash Talk voor omroep HUMAN vatte hij de kern van dit onderzoek goed samen.

### Recensiewerk
Als tiener was Zijp al actief als recensent van cabaret en kleinkunst. Van 2005 tot 2012 schreef hij voor de Uitkrant. Tussen 2015 en 2017 was hij een van de vaste cabaretrecensenten van de site Theaterkrant. In 2017 werd Zijp freelance cabaretcriticus voor NRC Handelsblad. In het voorjaar van 2019 werd Zijp's werkrelatie met NRC onverwachts verbroken. Zijp vermoedde dat dit kwam omdat zijn stukken als te politiek gezien werden. In een kritische beschouwing op de site Theaterkrant reflecteerde hij op zijn plotselinge “ontslag”. In dit stuk ging hij ook dieper in op de vraag waarom hij recenseerde zoals hij recenseerde. In zijn optiek is het verdedigbaar om een cabaretvoorstelling ook op ideologische gronden te beoordelen, omdat een neutrale blik uiteindelijk niet bestaat. Meteen na zijn vertrek bij NRC begon hij stukken over cabaret te schrijven voor De Groene Amsterdammer.

### Publiek debat en mediaoptredens
In reactie op een interview met actrice Ilse Warringa in het Volkskrant Magazine, waarin ze zich beklaagde over de afnemende vrijheid van komieken en satirici om overal grappen over te maken, schreef Zijp een opiniestuk voor dezelfde krant. Hij betoogde daarin dat we moeten “ophouden met die morele paniek over humor” en in plaats daarvan oog moeten hebben voor de manier waarop humor verbonden is met machtsverhoudingen. Diverse columnisten en opiniemakers reageerden kritisch op Zijps stuk. Cabaretier Hans Teeuwen plaatste naar aanleiding van dit opiniestuk op zijn socialemedia-accounts een filmpje waarin hij Zijp persoonlijk aanviel.
Zijp wordt geregeld door journalisten geraadpleegd als expert op het gebied van (controversiële) humor. Zo verscheen hij in de talkshow Op1 om te reageren op de rel rond de Amerikaanse komiek Dave Chappelle, die ervan wordt beschuldigd transfobe grappen te hebben gemaakt.

### Overige werkzaamheden
Zijp is ook een aantal jaar verbonden geweest aan de Koningstheateracademie in Den Bosch, een hbo-opleiding tot cabaretier.  Daarnaast maakte hij twee keer deel uit van de jury van het Groninger Studenten Cabaret Festival. 

## Prijzen en beurzen
- Young Scholar Award van de International Society for Humor Studies (2014)
- Beurs voor een gastverblijf aan de Katholieke Universiteit Leuven, afkomstig van het Prins Bernhard Cultuurfonds (2020-21)
- Christie Davies Ward van de International Society for Humor Studies (2022)